# Juventino Rosas

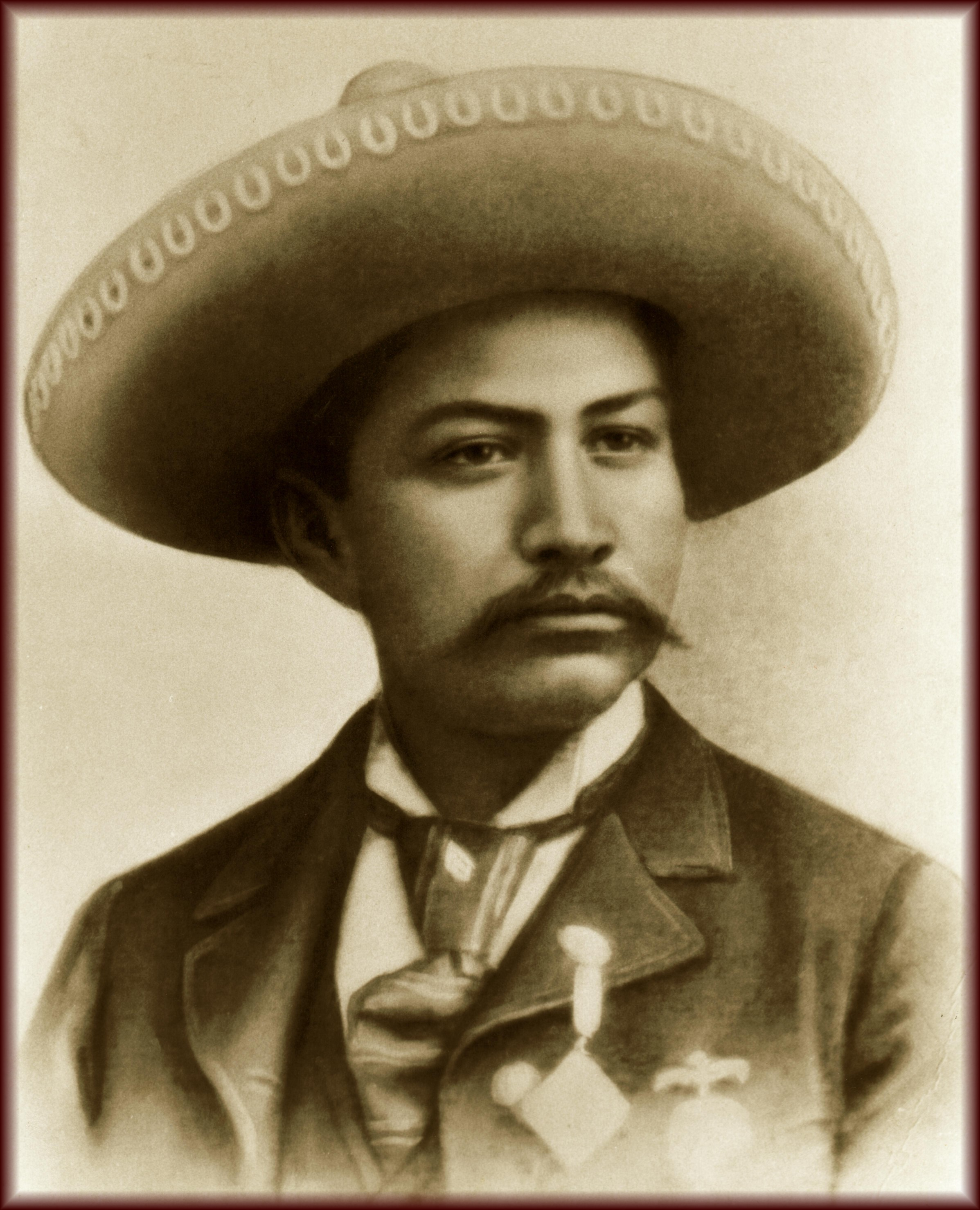
Juventino Rosas, 1894.

José Juventino Policarpo Rosas Cadenas (Santa Cruz, Guanajuato, México; 25 de enero de 1868-Surgidero de Batabanó, Mayabeque, Cuba; 9 de julio de 1894), conocido como Juventino Rosas, fue un músico y compositor mexicano, mundialmente conocido por el vals «Sobre las olas».

## Biografía
Juventino, fue hijo de José Juan Francisco de Jesús Rosas Rosas un indígena otomí y Paula Cadenas Alcocer, mujer de origen español-mestizo. Desde niño, Juventino mostró una gran disposición y talento para el aprendizaje de la música, siendo inducido y enseñado por su padre a tocar el violín, su instrumento preferido. Vivió de joven en una vecindad del barrio de Tepito en la Ciudad de México y trabajó de campanero, violinista y cantor en los servicios religiosos de la Iglesia de San Sebastián.
Luego formó parte del grupo de los hermanos Aguirre, también estuvo integrado al grupo de los hermanos Elvira, mismo que dejó al morir su padre y su hermano mayor, quienes fallecieron en una riña durante una fiesta en donde bailaban.
Tiempo después, el joven compositor Juventino Rosas se trasladó a Cuba, donde el 9 de julio de 1894 murió a la joven edad de 26 años, debido a la mielitis espinal.
El cuerpo de Juventino Rosas fue sepultado en el cementerio de Batabanó en 1894. Quince años después, en 1909, el periodista Miguel Necochea y la Sociedad de Compositores Mexicanos llevan a cabo gestiones para exhumar y trasladar los restos de Juventino a México y los mexicanos residentes en la isla asumen los gastos. Al llegar a Veracruz, los restos del compositor fueron recibidos por los también compositores Miguel Lerdo de Tejada y Ernesto Elorduy. Uno de los vagones del Ferrocarril Mexicano se convirtió en capilla ardiente y las notas del vals se escuchan por todos los lugares por donde pasa el tren. Los restos de Rosas permanecieron en el Teatro del Conservatorio para recibir el tributo del pueblo. 
Rosas fue sepultado en el Panteón Civil de la Ciudad de México y en diciembre de 1939, es trasladado a la Rotonda de las Personas Ilustres.

## Obra
Para 1885, se inscribió en el  Conservatorio Nacional de Música. Ahí estudió solfeo y teoría musical. Ya había escrito Te volví a ver, Seductora, Sueño de las Flores y Ensueño. También escribió un vals denominado Carmen para la señora Carmen Romero Rubio, esposa del presidente Porfirio Díaz. Al interpretarse este durante su cumpleaños, el público dudó de su capacidad, tras lo cual Rosas asumió el control de la orquesta con mucha seguridad. En 1888, escribió la marcha Cuauhtémoc y la obra que lo llevaría a la inmortalidad, Junto al manantial, que fue rebautizada como vals Sobre las olas, inspirada al ver lavar en el manantial a la señorita Mariana Carvajal, de la cual estaba enamorado y era hermana de su amigo Fidencio Carvajal. Con dicha familia vivió por alguna temporada, ya que él carecía del dinero para sostener sus estudios y fue Don Fidencio, quien lo invita a vivir en Cuautepec de Madero Cuautepec Barrio Alto, Gustavo A. Madero.

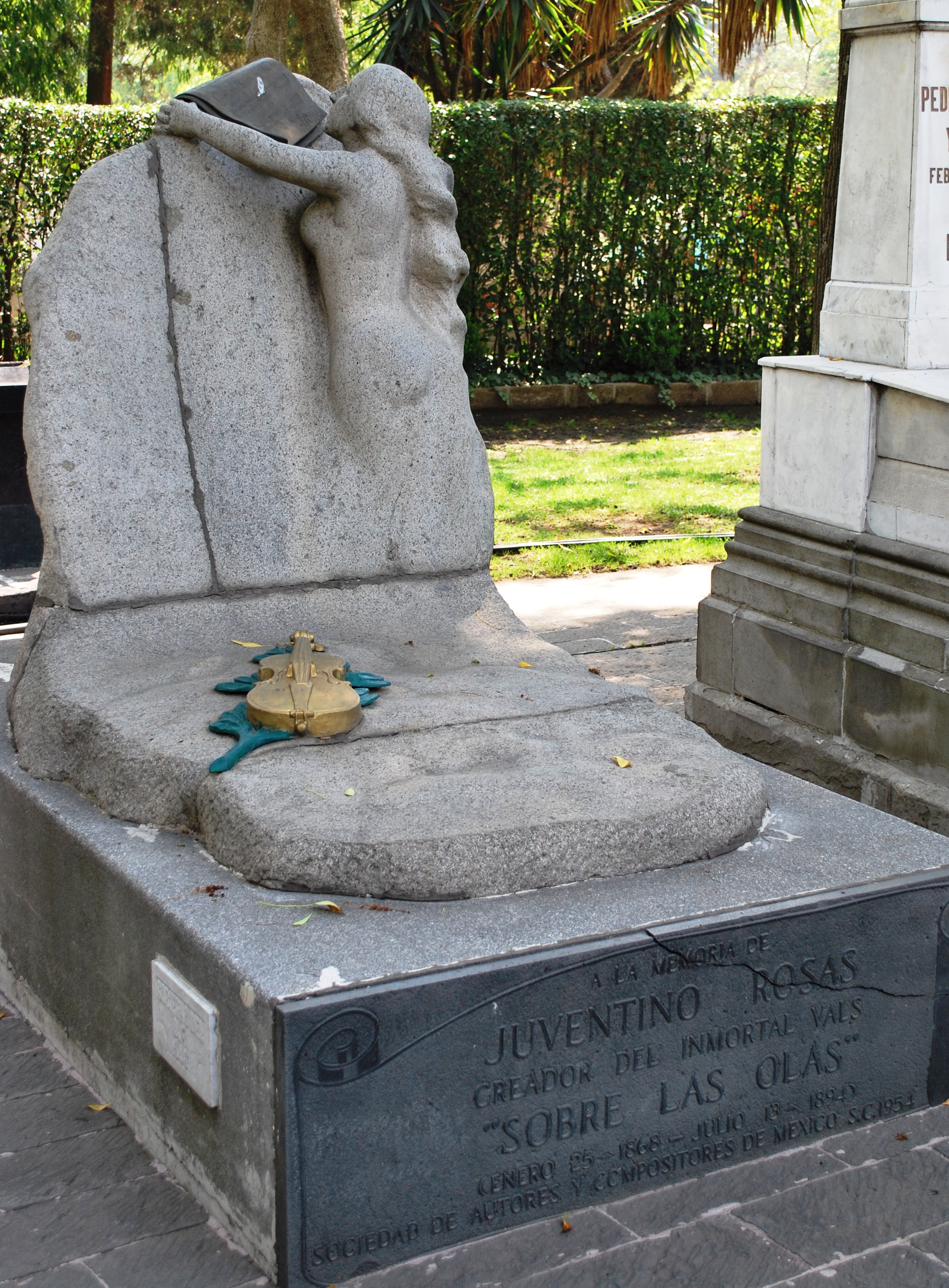
Sepulcro de Juventino Rosas en la Rotonda de las Personas Ilustres (México)

Tras el éxito musical, el presidente Díaz le regaló un piano, que vendió para pagar sus deudas. A pesar de que la obra musical tuvo un gran éxito, Rosas vendió, también para pagar sus deudas, los derechos de autor de Sobre las olas a la casa Wagner & Levien por solamente 45 pesos. Rosas también perteneció a la compañía de ópera de Ángela Peralta y a una compañía de zarzuela que viajó a Cuba.

### Composiciones

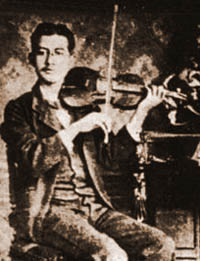
Juventino Rosas tocando el violín (aprox. 1890).

| I. Valses - Dos pensamientos - Sobre las olas - Carmen - Amelia - Aurora - Ensueño seductor - Ilusiones juveniles - Eva - Josefina - Flores de margarita - Soledad II. Polcas - La cantinera - Carmela - Ojos negros - Flores de México | III. Mazurcas - Acuérdate - Lejos de ti - Juanita - Último adiós IV. Schotishes - El sueño de las flores - Floricultura-Schottisch - Lazos de amor - Julia - Salud y pesetas - Juventa - El espirituano | V. Danzas - A Lupe - En el casino - Juanita - No me acuerdo - ¡Qué bueno! - ¿Y para qué? - Flores de Romana |

## Reconocimientos
- Una película biográfica, fue filmada en 1950, y se estrena con el nombre "Sobre las olas", dirigida por Ismael Rodríguez y protagonizada por el actor y cantante Pedro Infante, quien da vida al célebre compositor. En ella, narra la trágica vida Juventino, desde el rechazo de la mujer que amaba, hasta la venta de todas sus pertenencias para sobrevivir, incluyendo la duda de ser el verdadero compositor de la melodía.

- Un pueblo en Guanajuato lleva su nombre y es cabecera del municipio Santa Cruz donde nació Juventino.